# Villanova, Corse-du-Sud
Villanova là một xã của tỉnh Corse-du-Sud, thuộc vùng Corse, trên đảo Corse ở Pháp.